# Lunan
Lunan (chinesisch 路南区, Pinyin Lùnán Qū) ist ein chinesischer Stadtbezirk der bezirksfreien Stadt Tangshan im Nordosten der Provinz Hebei. Er hat eine Fläche von 190,1 Quadratkilometern und zählt 343.997 Einwohner (Stand: Zensus 2010).